# Leigné-les-Bois
Leigné-les-Bois é uma comuna francesa na região administrativa da Nova Aquitânia, no departamento de Vienne. Estende-se por uma área de 29,97 km². Em 2010 a comuna tinha 607 habitantes (densidade: 20,3 hab./km²).